# L’Malouma Said
L’Malouma Said (ur. 1972 w Bu Tilimit) – mauretańska działaczka na rzecz praw człowieka i polityczka.

## Życiorys
Urodziła się w 1972 roku w niewoli. Gdy miała 17 lat, działała w szkole na rzecz praw Haratynów. W 2013 została przewodniczącą żeńskiej kooperatywy handlowej. Przewodniczyła także sekcji kobiet w ruchu El Hor, którego celem była emancypacja Haratynów. Współzałożyła organizację S.O.S. Esclaves na rzecz zniesienia niewolnictwa w Mauretanii, którą później prowadził jej mąż, Boubacar Messaoud. Została dwukrotnie członkinią Mauretańskiego Zgromadzenia Narodowego (2006, 2013), będąc tym samym jedną z czterech kobiet pochodzenia haratyńskiego, które zasiadały w Zgromadzeniu. Działała na rzecz praw człowieka, walcząc z objawami dyskryminacji. Angażowała się także w naprawę systemu więziennictwa.
W uznaniu za działalność społeczną, w 2018 roku otrzymała nagrodę Sekretarza stanu Stanów Zjednoczonych International Women of Courage Award z rąk pierwszej damy Stanów Zjednoczonych Melanii Trump.